# Rittman, Ohio
Rittman, Ohio (енгл. Rittman) град је у америчкој савезној држави Охајо.

## Демографија
По попису из 2010. године број становника је 6.491, што је 177 (2,8%) становника више него 2000. године.
| Група             | 2000.         | 2010.         |
| Белци             | 6.157 (97,5%) | 6.249 (96,3%) |
| Афроамериканци    | 6 (0,1%)      | 29 (0,4%)     |
| Азијати           | 24 (0,4%)     | 28 (0,4%)     |
| Хиспаноамериканци | 56 (0,9%)     | 78 (1,2%)     |
| Укупно            | 6.314         | 6.491         |